# International Association of Language Centres
International Association of Language Centres (IALC) grundades år 1983 som en ideell organisation med syftet att ackreditera och representera oberoende språkskolor som undervisar i sitt lands officiella språk.
Det finns för närvarande över 140 IALC-ackrediterade språkskolor i 26 länder världen över: Argentina, Australien, Österrike, Brasilien, Kanada, Kina, Colombia, Frankrike, Tyskland, Irland, Italien, Japan, Jordanien, Lettland, Malta, Mexiko, Nya Zeeland, Portugal, Ryssland, Sydafrika, Sydkorea, Spanien, Taiwan, Storbritannien och USA.  De 11 språk som undervisas på IALC-skolorna är: arabiska, kinesiska (mandarin), engelska, franska, tyska, italienska, japanska, koreanska, portugisiska, ryska och spanska.
Sedan starten 1983 har IALC gradvis stärkt sitt rykte som ett centralt affärsforum för oberoende institutioner inom språkutbildningsbranschen.

## IALC-Ackrediteringen
Alla IALC-skolor kontrolleras innan de antas som medlemmar i organisationen. Därefter genomgår de regelbundna inspektioner som en del av en kvalitetsrevision vart fjärde år, med kontinuerlig uppföljning. IALC kräver inte bara att medlemsskolor granskas enligt relevanta nationella ackrediteringssystem, utan genomför även egna inspektioner som en del av en omfattande kvalitetskontrollprocess.  IALC:s etiska kod utgör en av de standarder som alla medlemsskolor måste följa.  IALC:s kvalitetssystem säkerställer att alla krav uppfylls och överträffas.

## IALC Workshop
Den årliga IALC Workshop fungerar som en mötesplats för medlemsskolor och utbildningsförmedlare inom språkresesektorn.
Evenemanget arrangeras varje år av en av IALC:s medlemsskolor och sponsras av övriga IALC-skolor samt av utställare verksamma inom branschen. Workshopen hålls i anslutning till IALC:s årsmöte och omfattar seminarier, två dagar med förbokade möten samt tre större kvällsevenemang: välkomstmottagning, värdskolans kvällsarrangemang och en galamiddag.
IALC Workshop är känt inom språkresesektorn som ett "väsentligt affärsforum för oberoende språkinstitutioner". IALC Workshop 2026 kommer att hållas i Salerno, Italien. Där planeras över 4 000 förbokade möten mellan utbildare och utbildningsförmedlare, utöver ett stort antal informella möten under IALC:s unika nätverksevenemang.

## IALC-ackrediterade utbildningsförmedlare
IALC-ackrediterade utbildningsförmedlare är etablerade och professionella aktörer inom språk- och studieförmedling.
För att bli godkänd krävs att förmedlaren kan visa på framgångsrika samarbeten med minst tre IALC-medlemskolor under de tolv månader som föregår ansökan.
IALC har ett globalt nätverk av ackrediterade utbildningsförmedlare. I Sverige är de ackrediterade aktörerna AVISTA Education Språkresor AB, ESL - Sweden och Studin - Study International.

## Anteckningar
1. ↑  ”Våra skolor” (på engelska). IALC. https://www.ialc.org/our-schools/.
2. ↑  cementing their reputation as an essential business forum for independently-operated language teaching institutions.
3. ↑  ”IALC Quality Standards” (på engelska). IALC. https://www.ialc.org/about-us/ialc-quality-standards/.
4. ↑  ”IALC Code of Ethics” (på engelska). IALC. https://www.ialc.org/about-us/ialc-quality-standards/ialc-code-of-ethics/.
5. ↑  ”Events” (på engelska). IALC. https://www.ialc.org/events/.
6. ↑  ”IALC Approved Agencies - Terms & Conditions” (på engelska). IALC. https://www.ialc.org/about-us/our-ialc-agencies/ialc-approved-agencies-terms-conditions/.
7. ↑  IALC:s lista över ackrediterade utbildningsförmedlare – scrolla till "Sweden"